# Mick Hucknall

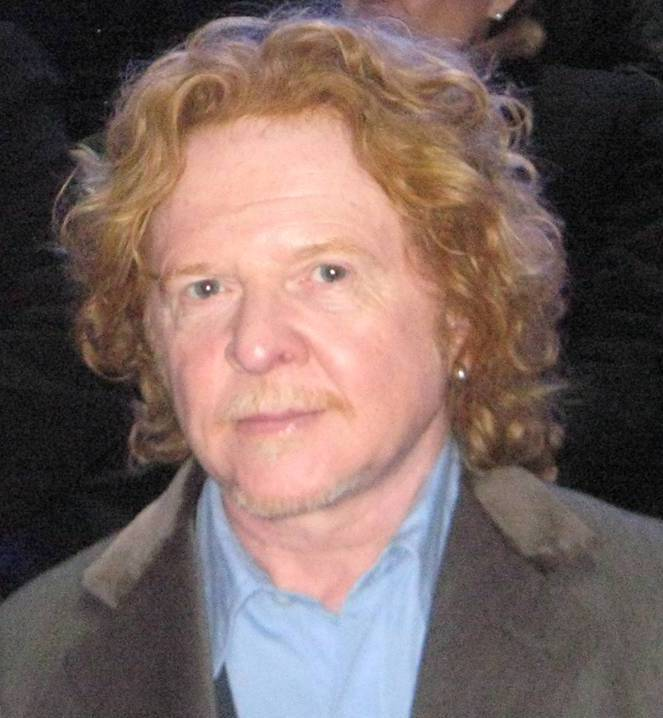
Mick Hucknall (2010)

Michael „Mick“ James Hucknall (* 8. Juni 1960 in Manchester) ist ein britischer Musiker und Gründer der britischen Band Simply Red.

## Kindheit und Jugend
Hucknalls Familie lebte kurze Zeit in Bredbury, später dann in Denton, einem Arbeiterviertel im Osten des Stadtzentrums von Manchester. Mick wurde von seinem Vater Reg, von Beruf Friseur, erzogen, da seine Mutter Maureen beide verließ, als Mick drei Jahre alt war. In seinem zehnten Lebensjahr wurde die Beziehung zu seinem Vater schwierig.
An der Manchester Metropolitan University studierte Hucknall zunächst Kunstgeschichte. Seinen Unterhalt verdiente er damals als DJ. Dabei reifte Ende der 1970er-Jahre sein Entschluss, Musiker zu werden.

## Musik

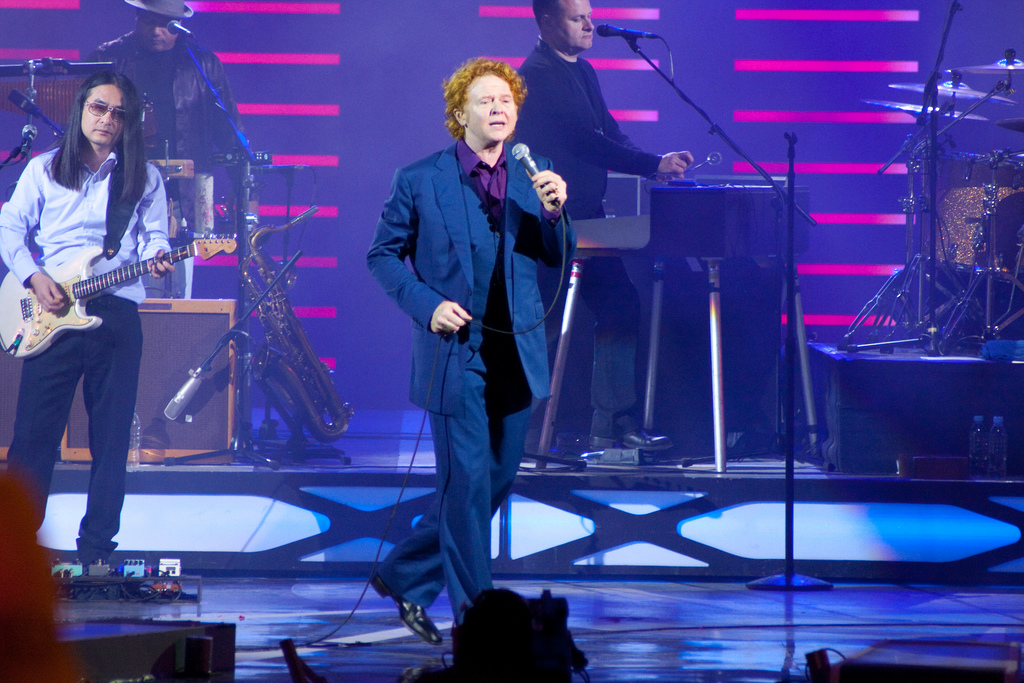
Mick Hucknall mit Simply Red (2009)

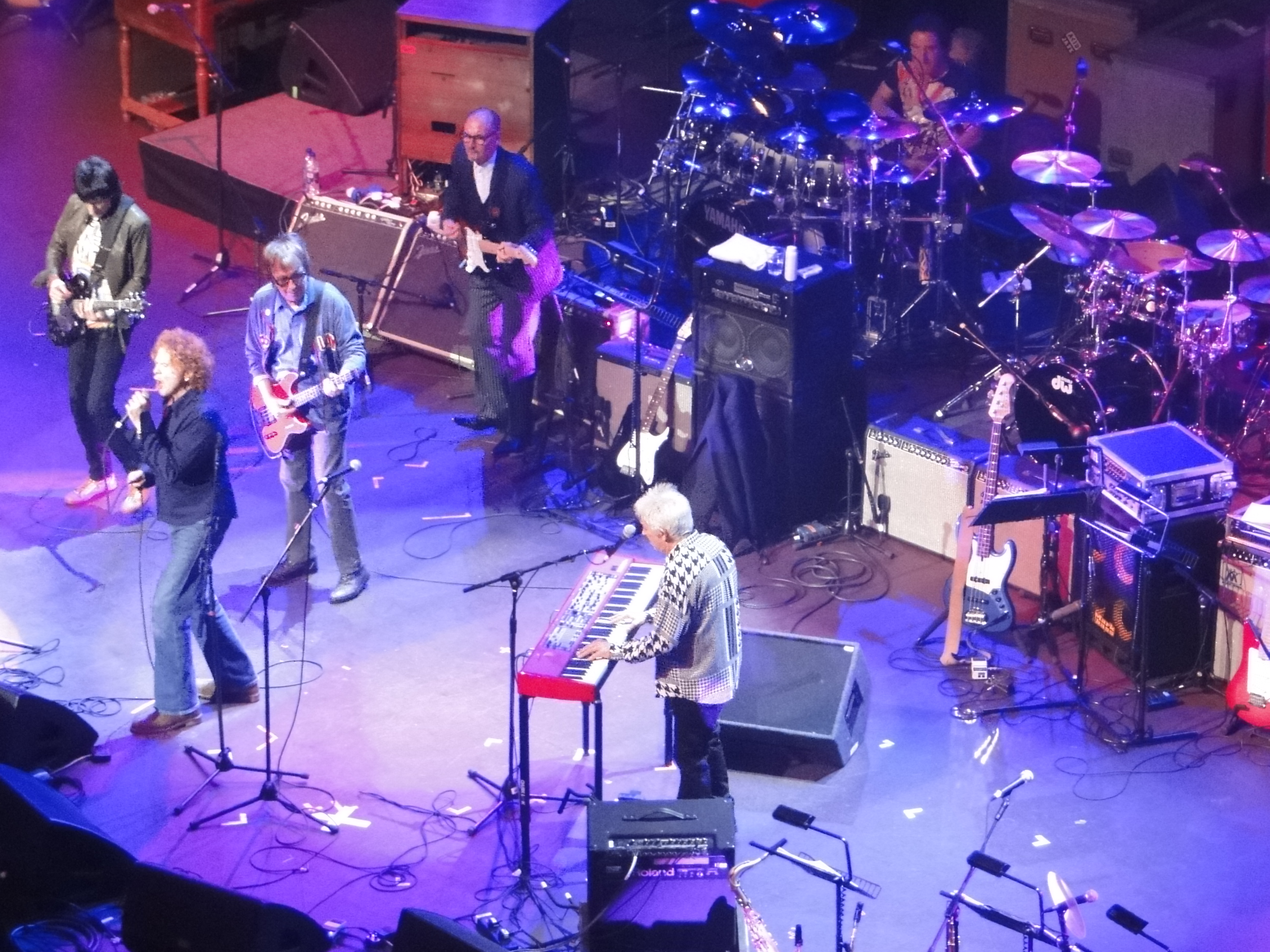
Mick Hucknall zusammen mit den Faces (2009)

Seine erste Band, die New Wave/Punk-orientierte Band Frantic Elevators, brach nach einigen Misserfolgen 1983 auseinander, woraufhin Hucknall 1984 Simply Red gründete. Der Name dieser Band (wörtlich einfach Rot) bezieht sich auf die Haarfarbe des Künstlers, die politische Ausrichtung (er unterstützt die britische Labour Party) sowie die Liebe zum Fußballverein Manchester United (Vereinsfarbe rot).
Holding Back the Years war im November 1985 die erste Single-Auskoppelung aus dem Album Picture Book, die ein Nummer-eins-Hit wurde.
Ende 2007, vor einer Welttournee, wurde das Ende von Simply Red verkündet und ein halbes Jahr später brachte der Musiker unter dem Namen Hucknall ein Soloalbum mit dem Titel Tribute to Bobby heraus, für das er Soulklassiker von Bobby Bland neu aufgenommen hatte. Ende 2010 fand erneut eine Welttournee mit 78 Konzerten unter dem Motto Farewell – The Final Show statt. 
In den Jahren 2009 bis 2012 trat Hucknall auf einigen Festivals als Sänger der wiedergegründeten Faces auf.

## Fußball
Mick Hucknall ist Fußballfan. In den 1990er Jahren versuchte er, den Verein seiner Heimatstadt, Manchester United, zu kaufen. Weiterhin stand er bei der Eröffnungsfeier der Fußball-Europameisterschaft 1996 im alten Londoner Wembley-Stadion mit der offiziellen EM-Hymne We’re In This Together auf der Bühne. Am 29. Juni 1996 gab Simply Red im Old Trafford, dem Stadion von Manchester United, ein Konzert.

## Man Ray
1998 eröffnete Hucknall, gemeinsam mit Johnny Depp, Sean Penn, John Malkovich und dem Gastronomen Thierry Kléméniuk, in Paris das Man Ray, ein nach dem surrealistischen Künstler Man Ray (1890–1976) benanntes Bar-Restaurant. Ab 2005 hieß es Mandalaray, 2007 wurde es geschlossen. Gespielt wurde orientalische Weltmusik, Jazz, Electro Funk, Soul und Lounge-/House-Songs; eine Zusammenstellung solcher Lieder wurde auf den Kompilation-Alben man ray veröffentlicht (Vol. I, II (2002), III (2003)). Weitere Man Ray existieren in New York (1999), London (Chelsea) (2001).

## Auszeichnungen
2014 erhielt Mick Hucknall den Eckart Witzigmann Preis für Lebenskultur.

## Politik
2003 zeigte Hucknall Ambitionen, als Lord für die Labour Party ins britische Oberhaus einzuziehen. Tony Blair hatte seit seiner Amtsübernahme 1997 Dutzende von Labour-Sympathisanten in den Adelsstand erhoben und mit einem Sitz im Oberhaus belohnen lassen. Die Sympathisanten hatten ihr Interesse mit Geldspenden unterstrichen. Hucknall, der Tony Blair persönlich gut kennt, hatte ebenfalls gespendet, wurde aber nicht zum Lord ernannt.
2003 kritisierte er die deutsche und französische Haltung zum Krieg im Irak. Mick Hucknall unterstützt SOS-Kinderdörfer.

## Privatleben
Hucknall war mit Martine McCutcheon, Catherine Zeta-Jones und Helena Christensen liiert.
Hucknall und Gabriella Wesberry wurden 2007 Eltern einer Tochter. 2010 heirateten sie.

## Diskografie

### Soloalben
| Jahr | Titel            | Höchstplatzierung, Gesamtwochen, AuszeichnungChartplatzierungen (Jahr, Titel, Platzierungen, Wochen, Auszeichnungen, Anmerkungen) | Höchstplatzierung, Gesamtwochen, AuszeichnungChartplatzierungen (Jahr, Titel, Platzierungen, Wochen, Auszeichnungen, Anmerkungen) | Höchstplatzierung, Gesamtwochen, AuszeichnungChartplatzierungen (Jahr, Titel, Platzierungen, Wochen, Auszeichnungen, Anmerkungen) | Höchstplatzierung, Gesamtwochen, AuszeichnungChartplatzierungen (Jahr, Titel, Platzierungen, Wochen, Auszeichnungen, Anmerkungen) | Anmerkungen                            |
| Jahr | Titel            | DE | AT | CH | UK | Anmerkungen                            |
| ---- | ---------------- | --- | --- | --- | --- | -------------------------------------- |
| 2008 | Tribute to Bobby | DE37 (3 Wo.)DE | AT39 (5 Wo.)AT | CH39 (5 Wo.)CH | UK18 (3 Wo.)UK | Erstveröffentlichung: 19. Mai 2008     |
| 2012 | American Soul    | DE12 (7 Wo.)DE | AT11 (4 Wo.)AT | CH18 (3 Wo.)CH | UK6 Gold · (15 Wo.)UK | Erstveröffentlichung: 29. Oktober 2012 |

Mick Hucknall hat im Frühjahr 2008 die Solo-CD „Hucknall: Tribute to Bobby“ mit Songs von dem ihn verehrten Bobby Bland als Tributealbum veröffentlicht.